# Willem Dehé (1858-1947)
Wilhelm (Willem) Dehé (Rotterdam, 19 juli 1858 – Alkmaar, 16 maart 1947) was een Nederlands violist. 
Hij werd geboren in het gezin van stoker Wilhelm Dehé en Elizabeth Koolen. Hij huwde in 1883 als muziekmeester met de Groningse Klaassien Visser. Hun zoon Willem Dehé werd internationaal cellist. Dochter Anna Déhé wilde haar broer volgen maar werd pianolerares, overleefde de Spaanse griep, maar bleef last houden van reuma. Pas in 1922 waagde ze de overstap naar de Verenigde Staten. Zoon Emile (Emilius Wilhelmus) Dehé was kunstenaar; hij trouwde met kunstenares Maria Stijger (Miep Dehé-Stijger). Willem Déhé overleed in Alkmaar, wonende in gemeente Schoorl.  
Hij kreeg zijn opleiding aan de muziekschool in Rotterdam van Jan George Mulder en Willem Nicolaï. Hij werd vervolgens violist bij het Stedelijk Orkest Utrecht en bekleedde vanaf 1881 de functie van eerste violist bij het Orkest De Harmonie in Groningen onder dirigenten als Peter van Anrooy en Kor Kuiler. Naast die functie trad hij ook op als solist en was af en toe remplaçant bij het Concertgebouworkest. Naast orkestmuzikant was hij ook deel van een strijkkwartet rondom Joseph Dado